# Liga Socialista Internacional
La Liga Socialista Internacional es una organización trotskista internacional que se reclama seguidora de la tradición de Nahuel Moreno. 

## Miembros
- Partido de los Trabajadores de Honduras
- Partido Revolucionario de los Trabajadores de Nicaragua
- Partido Socialista de los Trabajadores de Costa Rica
- Partido de la Revolución Socialista de Argentina
- Liga Obrera Internacionalista de Brasil.

## Publicaciones
- El Trabajador Centroamericano
- Revista Secretariado Centroamericano
- Revista Liga Socialista Internacional